# Noise (album)
Pour les articles homonymes, voir Noise (homonymie).
Albums de Archive
Michel Vaillant (bande originale du film)
(2003) Unplugged
(2004)
Noise est le cinquième album du groupe britannique Archive paru en 2004.

## Titres
| No  | Titre      | Durée |
| --- | ---------- | ----- |
| 1.  | Noise      | 6:43  |
| 2.  | Fuck U     | 5:14  |
| 3.  | Waste      | 9:57  |
| 4.  | Sleep      | 6:50  |
| 5.  | Here       | 1:02  |
| 6.  | Get Out    | 4:30  |
| 7.  | Conscience | 4:17  |
| 8.  | Pulse      | 4:50  |
| 9.  | Wrong      | 0:56  |
| 10. | Love Song  | 6:20  |
| 11. | Me And You | 7:57  |

## Fiche technique
- Production et composition : Archive
- Ingénieur du son : Pete Barraclough
- Mixage : Jérôme Devoise au studio Davout (Paris)

Tous les arrangements des cordes ont été réalisés par Archive et Graham Preskett.

## Commentaire
- Une édition limitée contient le CD et un DVD bonus incluant notamment les vidéo-clips d'Again et Men like you (titres de l'album You All Look the Same to Me), les titres live acoustic Gangsters et Conscience et un reportage musical de la prestation du groupe au festival La Route du Rock à Saint-Malo.
- Une édition promotionnelle contient le CD (11 titres) avec une pochette cartonnée (style single) dont le design est totalement inédit, dans le style de la pochette officielle.
- Le titre Fuck U a été repris en 2009 par Placebo.